# Luc Agbala
Luc Agbala (Kandé, Togolandia francesa; 23 de septiembre de 1947 – París, Francia; 18 de octubre de 2010) fue un futbolista y árbitro de fútbol de Togo que jugó en la posición de delantero.

## Carrera

### Club
| Periodo   | Club                   |
| --------- | ---------------------- |
| 1966-1972 | Diables Rouges de Lomé |
| 1972–1977 | Lomé I                 |

### Selección nacional
Jugó para Togo en 11 ocasiones de 1970 a 1974 y participó en la Copa Africana de Naciones 1972.

## Tras el retiro
Luego de retirarse como futbolista, Agbala tomó clases para convertirse en árbitro profesional, siendo árbitro hasta 1992, donde dirigió el partido en la clasificación de CAF para la Copa Mundial de Fútbol de 1986 entre Sierra Leona y Marruecos. También fue el director ejecutivo del Stade Omnisports de Lomé.

## Logros
- Campeonato nacional de Togo (5): 1970, 1971, 1974, 1975, 1976